# Štefanija
Štefanija je  žensko osebno ime.

## Izvor imena
Ime Štefanija je ženska oblika imena Štefan.

## Različice imena
Stefani, Stephanie, Tefanka, Stevanija, Stevanka, Stefa, Štefani, Štefana, Ševana, Štefka

## Pogostost imena
Po podatkih Statističnega urada Republike Slovenije je bilo na dan 31. decembra 2007 v Sloveniji število ženskih oseb z imenom Štefanija: 4.885. Med vsemi ženskimi imeni pa je ime Štefanija po pogostosti uporabe uvrščeno na 59. mesto.

## Osebni praznik
V koledarju je ime Štefanija skupaj z imenom Štefan, god praznuje 26. decembra.